# Imma Fuster i Tubella
Imma Fuster i Tubella (Barcelona, 22 d'abril de 1950) és una poeta i rapsoda catalana nascuda al barri del Clot. S'ha dedicat a l'ensenyament de català per a adults i ha estat membre del Grup Literari Poesia Viva, dintre del qual va estudiar la poesia sota el mestratge del poeta Josep Colet i Giralt, fundador del Seminari d'Investigació Poètica. És membre de l'Associació d'Escriptors en Llengua Catalana, pertany al Capítol Nobiliari dels Homes de Paratge del Principat de Catalunya i és sòcia acadèmica de la Pontifícia i Reial Acadèmia Bibliogràfica Mariana de Lleida.
És Mestra en Gai Saber de quatre Jocs Florals diferents. Així mateix, ha obtingut altres reconeixements literaris, entre els quals el Premi de la Junta de l'Acadèmia Bibliogràfica Mariana de Lleida (2012), la Medalla de la Compagnie Litéraire Gênet d'Or dels Jocs Florals del Rosselló (2014), el Premi Enric Gall d'Òmnium Cultural de Terrassa (2016) i el Premi Badiu de les Lletres de Badalona (2017).
Les seves obres es troben publicades en els llibres Poesies de l'ànima (2003), Poemes de capvespre (2004), Capricis (2007), El poder del silenci (2010), Sota un vel de llibertat (2013), La nuesa dels records (2017) i Instants de foc i glaç (2023). Algunes de les seves obres també han format part d'antologies d'autoria compartida, entre les quals Poesia a la frontera (2011) i Nit del Misteri (2016).

## Mestratges en Gai Saber
- 2010 - Jocs Florals de Lliçà de Vall
- 2016 - Jocs Florals de Calella[6][7][8]
- 2017 - Jocs Florals d'Esplugues de Llobregat[9][10]
- 2019 - Jocs Florals de la Tardor, Barcelona[11]